# Cavitat nasal
La cavitat nasal o fossa nasal és un espai situat a l'interior del nas, al centre de la cara.

## Funció
La funció de la cavitat nasal, és escalfar i netejar l'aire que s'inhala.

## Estructura
El límit superior de la cavitat nasal és l'os nasal; mentre que els límits laterals el formen el maxil·lar superior i l'os etmoide. El paladar separa la cavitat nasal de la boca: és el límit inferior. Davant de la cavitat nasal trobem els narius (obertures del nas) i a la part posterior les coanes, que comuniquen amb la nasofaringe.
La cavitat nasal es divideix en dues fosses per un cartílag vertical: el septe nasal. Al laterals de la cavitat trobem els cornets i els meats. Els cornets interrompen la circulació de l'aire, conduint-lo cap a l'epiteli olfactiu, situat a la part superior de la cavitat nasal. Es comunica amb els sins paranasals. L'òrgan vomeronasal (encarregat detecció feromones) està situat a la part posterior de la cavitat nasal.
L'interior de la cavitat nasal, sobretot l'entrada, està recoberta per cèl·lules que tenen fol·licles pilosos (vilrises) i que secreten moc.

## Irrigació
La cavitat nasal presenta una irrigació molt important a través de branques de la caròtide interna, la caròtide externa, l'artèria facial i l'artèria maxil·lar.:
- Artèria esfenopal·latina
- Artèria etmoïdal anterior
- Branques artèria facial

## Innervació
La innervació de la cavitat nasal responsable del sentit de l'olor es produeix a través del nervi olfactori (I parell cranial), que envia fibres microscòpiques des del bulb olfactori, a través de la placa cribiforme per arribar a la cavitat nasal.
La innervació sensorial general es produeix a través de branques de les branques del nervi trigemin (V parell cranial):
- Nervi nasociliar (Branca del nervi olfactori)
- Nervi nasopal·latí (Branca del nervi olfactori)
- Branques nasals posteriors del nervi maxi.lar (Branca del nervi trigemin)

A més, la cavitat nasal està innervada per fibres vegetatives. La innervació simpàtica dels vasos sanguinis de la mucosa de la cavitat nasal provoca la seva contracció, mentre que la innervació parasimpàtica controla la secreció de les glàndules que secreten moc.

## Malalties associades
Les malalties associades a la cavitat nasal solen ser de tipus viral i càncer de cavitat nasal. A més, es relaciona amb la síndrome del nas buit.

## Imatges associades

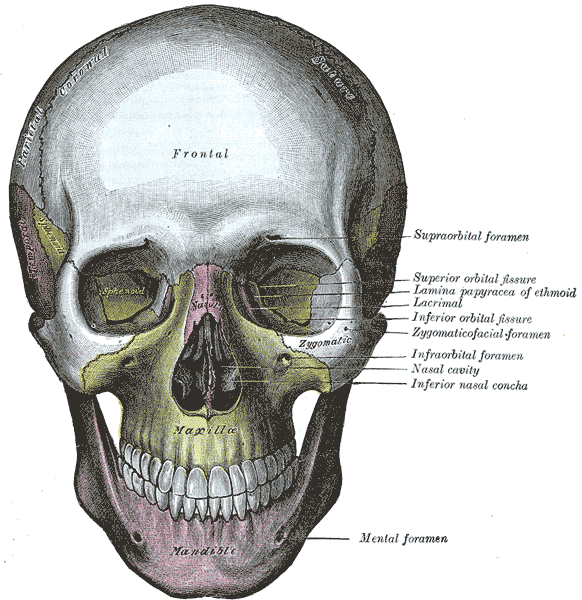
Vista frontal dels ossos de la cara.
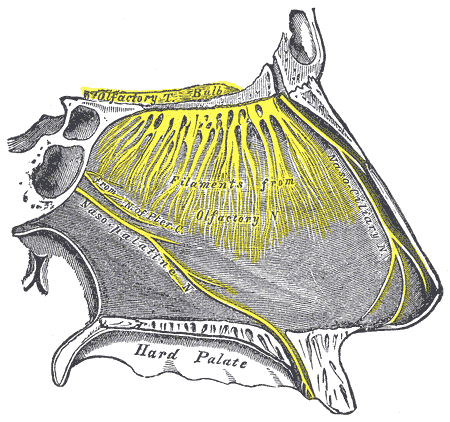
Nervis de la paret de la cavitat nasal.
Vies respiratòries.